# Наполион (Индијана)
Наполион (енгл. Napoleon) град је у америчкој савезној држави Индијана.

## Демографија
По попису из 2010. године број становника је 234, што је 4 (-1,7%) становника мање него 2000. године.
| Група             | 2000.       | 2010.       |
| Белци             | 229 (96,2%) | 231 (98,7%) |
| Афроамериканци    | 0 (0,0%)    | 0 (0,0%)    |
| Азијати           | 0 (0,0%)    | 0 (0,0%)    |
| Хиспаноамериканци | 5 (2,1%)    | 3 (1,3%)    |
| Укупно            | 238         | 234         |